# Lobelia thapsoidea
Lobelia thapsoidea là loài thực vật có hoa trong họ Hoa chuông. Loài này được Schott ex Pohl mô tả khoa học đầu tiên năm 1831.